# Arbeitersport in Deutschland
In der deutschen Arbeitersportbewegung organisierten sich seit Ende des 19. Jahrhunderts Sportler, die aus der Arbeiterbewegung stammten und denen die in der Deutschen Turnerschaft (DT) zusammengeschlossenen bürgerlichen Sportvereine im Kaiserreich zu nationalistisch ausgerichtet waren. Bald nach der Aufhebung des Sozialistengesetzes (1890) gründeten sie eigene Dachverbände, so am 2. Mai 1893 in Gera den Arbeiter-Turnerbund (ATB) und am 24. Mai 1896 in Offenbach am Main den Arbeiter-Radfahrerbund Solidarität (ARB Solidarität).

## Geschichte
siehe Hauptartikel Geschichte der Arbeitersportbewegung

## Der Arbeiter-Turn und Sportbund

### Organisatorische Entwicklung
In der ersten Ausgabe der Arbeiter-Turnerzeitung des ATB hieß es über seine Ziele:

„Die freiheitlich gesinnten Turner werden eifrig mitarbeiten, ein altes verfaultes System mit Stumpf und Stiel auszurotten, alte Ruinen niederzureißen, damit neues Leben aus ihnen erblühe. Unter diesen neuerrichteten Gebäuden erst werden wir ausrufen können: Wir haben Friede, Freiheit, Recht. Keiner ist des andern Knecht.“

Ein weiterer Grund für den Arbeitersport, sich in eigenen Organisationen zusammenzuschließen, war die Abschottung bürgerlicher Verbände und Vereine gegen Arbeiter zur Zeit des Kaiserreichs. Ein krasses Beispiel ist der Amateurparagraph des Deutschen Ruderverbandes (DRV), den dieser bei seiner Gründung am 18. März 1883 annahm: „Amateur ist jeder, der das Rudern nur aus Liebhaberei mit eigenen Mitteln betreibt oder betrieben hat und dabei keinerlei Vermögensvorteile in Aussicht hat oder hatte, weder als Arbeiter durch seiner Hände Arbeit seinen Lebensunterhalt verdient, noch in irgendeiner Weise beim Bootsbau beschäftigt ist.“ Dieser Paragraph wurde auf Initiative des Hamburger Ruderverbandes (Allgemeiner Alster-Club) verabschiedet, wo er schon seit 1864 galt (bis 1927).
Mit der wachsenden Verbreitung des Fußballsportes – das bedeutete: mit dem Vordringen dieses Sports, der anfangs überwiegend in bürgerlichen Kreisen betrieben wurde, in die Industriearbeiterschaft – nach dem Ersten Weltkrieg benannte sich der ATB im Juni 1919 in Arbeiter-Turn- und Sportbund (ATSB) um, um auch durch die Bezeichnung seine Abgrenzung zur Turnbewegung zu verdeutlichen. Unter diesem Dach wurden auch andere Sportarten wie Turnen, Radsport, Leichtathletik und Kraftsportarten betrieben, aber der Fußball nahm eine dominierende Stellung ein. Um 1930 zählte der ATSB rund 1,2 Millionen Mitglieder; sein Präsident war während der gesamten Weimarer Republik (1919–1933) der SPD-Reichstagsabgeordnete Cornelius Gellert.
Auf dem ATSB-Bundestag im Juni 1928 schloss die Verbandsführung alle KPD-Anhänger aus; diese gründeten daraufhin im Mai 1929 die Interessengemeinschaft zur Wiederherstellung der Einheit im Arbeitersport (IG), die sich im Dezember 1930 in Kampfgemeinschaft für Rote Sporteinheit (KG) (kurz: Rotsport) umbenannte und der insbesondere im Berliner Raum sowie in den schwerindustriellen Zentren (Sachsen, Ruhrgebiet u. a.) zahlreiche Vereine angehörten. Besondere Bedeutung erlangte der Berliner Arbeitersportverein TV Fichte, der durch die ausgeschlossenen kommunistischen Naturfreunde „revolutioniert“ wurde. Der ASV „Fichte“ behauptete von sich, der „größte rote Sportverein der Welt“ zu sein (Zeitschrift: Kampfgenoß; Redakteur des Kampfgenoß war der frühere Naturfreund Hermann Leupold).
Wie in der Politik Sozialdemokraten und Kommunisten, so hatten auch im Sport diese beiden Verbände häufig mehr damit zu tun, sich voneinander abzugrenzen, statt die gemeinsamen sozialen und ideologischen Wurzeln angesichts der zunehmend antidemokratischen politischen Entwicklungen zu betonen. Der deutsche Arbeitersport muss auch vor dem Hintergrund der internationalen Entwicklung gesehen werden, in der er als ein Kampffeld zwischen sozialdemokratischen und kommunistischen Bestrebungen galt.
Gegenbeispiele wie die Tatsache, dass die Fußballer des Dresdner SV 10 sowohl ATSB- als später auch Rotsport-Meister wurde, blieben Einzelfälle: Ursache für diesen Verbandswechsel war ein Spiel gegen den sowjetischen Meister aus Charkow, wofür die Dresdner vom ATSB mit einer längeren Spielsperre bestraft wurden.
Unmittelbar nach dem Reichstagsbrand endete auch die organisierte Arbeitersportbewegung: die NSDAP löste die Vereine und Verbände im Februar (Rotsport) bzw. Mai (ATSB) 1933 auf; viele ihrer Mitglieder wurden verfolgt, in Konzentrationslagern inhaftiert (so auch ATSB-Präsident Gellert) und nicht selten ermordet wie z. B. Ernst Grube, Werner Seelenbinder und der Dresdner Fußballer Walter Petruschke. Manche Arbeitersportler haben versucht, das Verbot zu umgehen, beispielsweise unter einem „unverdächtigeren“ Vereinsnamen oder durch gemeinsamen Eintritt in einen benachbarten Verein; andere haben sich aber auch mit dem Nationalsozialismus arrangiert oder gar versöhnt.
Nach 1945 wurden in den westlichen Besatzungszonen etliche Arbeitersportvereine wiedergegründet, im Hamburger Raum beispielsweise FTSV Lorbeer Rothenburgsort, der Bahrenfelder SV 19, Teutonia 10 Altona, die FTSV Komet Blankenese, Ottensen 93 u. a.; die Idee des klassenspezifischen Vereins hatte sich aber spätestens mit Wirtschaftswunder und nivellierter Mittelstandsgesellschaft in den 1950er Jahren überlebt.

In der sowjetischen Besatzungszone bzw. DDR, dem Arbeiter-und-Bauern-Staat, hingegen waren Sportvereine sozusagen per se Arbeitervereine – oder wurden, wenn sie dem Idealbild der SED-Parteiführung nicht entsprachen, kaltgestellt (wie z. B. der Dresdner SC).
Der Dresdner SV 10 beispielsweise entstand als BSG Tabak Dresden wieder; nach der deutschen Vereinigung (1990) spielte er kurzzeitig noch einmal als Dresdner SV 10, nannte sich aber schon ein Jahr später erneut um (SG Striesen).

### Fußball im ATSB
Der ATSB trug in der Weimarer Zeit eigene regionale und nationale Meisterschaften aus, es gab ein Ligasystem auf Kreis- und Bezirksebene, ab 1924 eine deutsche ATSB-Auswahl (die Bezeichnungen Nationalmannschaft oder Reichsauswahl waren verpönt) und Arbeitersportler nahmen an den internationalen Arbeiterolympiaden teil. Schon in der Saison 1919/20 beteiligten sich 3.581 erste Mannschaften am ATSB-Spielbetrieb.
Viele Arbeiter blieben gleichwohl Mitglied eines bürgerlichen Vereins; 1923 hieß es in der sozialdemokratischen Tageszeitung Hamburger Echo dazu: „Arbeiter und Angestellte! Wißt Ihr, was Ihr tut? Wißt Ihr, daß Ihr Eure politischen und wirtschaftlichen Gegner nach Leibeskräften unterstützt?“
Basis des ATSB wie später der KG Rotsport bildeten die Vereine, die sich in den Arbeiterwohnvierteln der Städte gegründet hatten, gelegentlich vor ähnlich großen Zuschauerzahlen wie die im DFB zusammengeschlossenen „bürgerlichen“ Clubs spielten und sich von diesen ganz bewusst abgrenzten. Der ATSB formulierte seine Ziele mit den Worten: „Wir wollen Volkssport treiben; da hat der Sieg nur eine untergeordnete Bedeutung, viel höher stehen Ehre und Ansehen“.
Gleichzeitig bestand ein hoher Grad an Identifikation mit dem örtlichen Arbeiterverein: nachdem beispielsweise 1932 der Hafenarbeiter Erwin Seeler (Vater von Uwe und Dieter Seeler) vom proletarischen SC Lorbeer 06 zu Victoria Hamburg in das bürgerliche Viertel Hoheluft (damals Teil Eppendorfs) gewechselt war, ließen ihn die Rothenburgsorter Anhänger, Nachbarn und Mitspieler ihre Enttäuschung und Wut über den „Klassenverrat“ des erfolgreichen Torjägers und ATSB-Internationalen noch lange spüren.

Das Hamburger Echo überschrieb im Februar 1932 einen Artikel zu diesem Vereinswechsel mit „Verirrte Proletarier!“ und schloss ihn mit den Worten: „Lorbeer und die Bewegung aber weinen Euch keine Träne nach; wir sind eine Massenbewegung und keine Kanonenzuchtanstalt!“.

#### Deutsche Meisterschaftsendspiele
ATSB-Bundesmeisterschaft
| Saison | Meister                | Vizemeister            | Ergebnis               | Zuschauer              |
| ------ | ---------------------- | ---------------------- | ---------------------- | ---------------------- |
| 1920   | TSV Fürth              | TuS Süden Forst        | 3:2                    | 5.000                  |
| 1921   | VfL Leipzig-Stötteritz | Nordiska Berlin        | 3:0                    | 5.000                  |
| 1922   | VfL Leipzig-Stötteritz | BV 06 Cassel           | 4:1                    | 6.000                  |
| 1923   | VfL Leipzig-Stötteritz | Alemannia 22 Berlin    | 1:0                    | 8.000                  |
| Wdh.   | VfL Leipzig-Stötteritz | Alemannia 22 Berlin    | 3:1                    | 3.700                  |
| 1924   | Dresdner SV 10         | SV Stern Breslau       | 6:1                    | 9.000                  |
| 1925   | Dresdner SV 10         | SV Stralau             | 7:0                    | 9.000                  |
| 1926   | Dresdner SV 10         | TuS Süden Forst        | 5:1                    | 12.000                 |
| 1927   | Dresdner SV 10         | TuS Nürnberg-West      | 4:1                    | 10.000                 |
| 1928   | SC Adler Pankow        | ASV Frankfurt-Westend  | 5:4                    | 12.000                 |
| 1929   | SC Lorbeer 06 Hamburg  | FT Döbern              | 5:4                    | 15.000                 |
| 1930   | TSV Nürnberg-Ost       | Bahrenfelder SV        | 6:1                    | 18.000                 |
| 1931   | SC Lorbeer 06 Hamburg  | SpVgg Pegau            | 4:2                    | 14.000                 |
| 1932   | TSV Nürnberg-Ost       | FT Cottbus 93          | 4:1                    | 7.400                  |
| 1933   | Wettbewerb abgebrochen | Wettbewerb abgebrochen | Wettbewerb abgebrochen | Wettbewerb abgebrochen |

Endspiele der „Kampfgemeinschaft für Rote Sporteinheit“ (KG, Rotsport)
- 1931 Dresdner SV 10 – Sparta 11 Berlin 3:2 (10.000 Z.)
- 1932 FT Jeßnitz – BV Gelsenkirchen 8:0 (4.000 Z.)[4]

Mitgliederzahlen der „Kampfgemeinschaft für Rote Sporteinheit“ (Auswahl):
- Juli 1930: 52.500
- Juni 1931: 100.790 (davon z. B. Naturfreunde-Opposition: über 10.000)
- Februar 1933: 268.480

#### Die erfolgreichsten Vereine im ATSB
- 5 Endrundenteilnahmen: Dresdner SV 10, BSC München
- 4 Endrundenteilnahmen: SK Böckingen, FT Breslau-Süd, Eintracht Kassel, TSV Nürnberg-Ost, SC Obersprockhövel
- 3 Endrundenteilnahmen: TuS Süden Forst, SV Vorwärts Königsberg, VfL Leipzig-Stötteritz, Luckenwalder TS, FT München-Gern, FT/FFV Ponath, SC Lorbeer 06 Hamburg
- 2 Endrundenteilnahmen: FT Aschersleben, Bahrenfelder SV, Alemannia 22 Berlin, FTSV 95 Bettenhausen, SV Weser 08 Bremen, TV Eichenkranz Eulo, ATSV Feudenheim, FT/ASV Frankfurt-Westend, FT Gerresheim, ASV Hagsfeld, Wacker/FTSV Hindenburg, SpV Ilmenau, TSV Kassel-Waldau, FFC Kickers Ludwigshafen, VfL Naumburg 88, VfL Neckargartach, FFV 25/Vorwärts Neuhofen, TuS Nürnberg-West, FT Podejuch, ATSV Rheinau, FSV Rositz, BSC 19 Stettin, FTSV/VSK Weiden/Opf.

Für 1919/20 sind nur die 4 Finalrundenteilnehmer bekannt, ab 1920/21 die besten 8 Mannschaften und ab 1924/25 alle 16 Kreismeister, die teilnahmeberechtigt waren.
Zu den Abkürzungen der Vereinsnamen: das F steht meist für „Freie“ (z. B. FT = Freie Turnerschaft), selten für „Fußball“; A steht teils für „Allgemeiner“, teils für „Arbeiter-“; das B für „Ball-“, nicht für „Betriebs-“.

#### ATSB-Länderspiele
Zwischen 11. Oktober 1924 (3:0 gegen Frankreich in Paris) und 26. Dezember 1932 (4:1 gegen Polen in Leipzig; Europameisterschafts-Qualifikation) gab es 77 internationale Spiele der ATSB-Auswahl; Bilanz: 45 Siege, 8 Unentschieden, 24 Niederlagen. Der Internationalismus der Arbeiterbewegung (supranational organisiert in der sozialdemokratisch orientierten Luzerner Sportinternationale, kurz LSI, und in der kommunistischen Roten Sportinternationale, kurz RSI) lässt sich gerade an den beiden hierüber genannten Spielen nachweisen: gegen Frankreich, den „Erzfeind in zwei Kriegen“ (1870, 1914), trat eine DFB-Auswahl erst 1931 an; und eine Europameisterschaft brachte die UEFA sogar erst 1960 zustande.
Die Gegner der deutschen Auswahl:
- Österreich 15 Spiele (das Team galt als Europas bestes)
- England 11
- Finnland 10
- Belgien 8
- Tschechoslowakei 7
- Schweiz, Norwegen je 5
- Frankreich 4
- Polen 3
- UdSSR, Dänemark, Palästina je 2
- Estland, Lettland, Ungarn je 1

Belgien und Finnland schickten je dreimal eine Regionalauswahl aufs Feld. Auch der ATSB trat dreimal mit einer Regionalmannschaft an und beim allerersten Spiel bestand die deutsche Auswahl aus 11 Spielern des Dresdner SV 1910. Diese Spiele wurden dennoch als Länderspiele mitgezählt.

#### Endspiele bei den Arbeiterolympiaden
- 1925 (Frankfurt/M.) Deutschland – Finnland 2:0 (40.000 Z.)
- 1931 (Wien) Österreich – Deutschland 3:2
- 1937 (Antwerpen) Sowjetunion (vertreten durch die Profimannschaft von Spartak Moskau) – Norwegen 2:0. Veranstaltung ohne offizielle deutsche Beteiligung

#### Begriffliche Abgrenzung
Die DFB-fernen Arbeitervereine der Zeit bis 1933 sollte man von solchen Vereinen unterscheiden, bei denen bis in die späten 1950er Jahre hinein ebenfalls eine soziale Identität zwischen Zuschauern und Spielern bestand, weil deren Spieler sich überwiegend aus dem Arbeitermilieu rekrutierten und beispielsweise im Ruhrgebietsbergbau noch unter Tage arbeiteten. Aber auch wenn die Sportplätze z. T. auf dem Bergwerksgelände lagen wie z. B. der Stimberg an der Zeche Ewald (SpVgg Erkenschwick) oder das Stadion des SV Sodingen auf der Zeche Mont Cenis im heutigen Herne, war der Vereinsvorsitzende oft der Zechendirektor oder ein leitender Angestellter, jedenfalls kein Arbeiter mehr – und vor allem waren diese Vereine Mitglied im DFB.

Andere Vereine wie der FC Schalke 04 hatten zwar auch noch einzelne Bergleute („Knappen“) in ihren Reihen, aber der Club selbst arbeitete schon um 1930 heimlich unter damals noch verbotenen Profi-Bedingungen.

Noch weniger passen Werksvereine wie Bayer 04 Leverkusen und heutige Betriebssportgemeinschaften wie Rot-Gelb Hamburg (Shell-Konzern) unter die Überschrift „Arbeitersport“, auch wenn beispielsweise bei Bayer in den frühen 1960er Jahren die allermeisten Spieler Arbeiter oder Angestellte der Bayer-Werke waren: das war zunehmend nur eine Scheinbeschäftigung und diente häufig eher dazu, über das Vertragsspielergehalt hinaus einen finanziellen Anreiz für gute Spieler bieten zu können.

## Arbeiter-Radfahrerbund „Solidarität“
Der Arbeiter-Radfahrerbund wurde 1896 gegründet und war in der Weimarer Republik mit mehreren hunderttausend Mitgliedern der größte Radsportverband der Welt. Als Verband mit besonderen Aufgaben ist er heute Mitglied im DOSB. Ab 1904 existierte zudem der Arbeiter-Radfahrer-Bund „Freiheit“ mit Sitz in Berlin.

## „Zentralkommission für Arbeitersport und Körperpflege“
Sie wurde am 17. November 1912 in Berlin unter diesem Namen gegründet und später in „Zentralkommission für Arbeitersport und Körperpflege“ umbenannt. Ihr traten nicht alle Arbeitersportverbände bei, Geschäftsführer war Fritz Wildung. Sie bildete die deutsche Sektion des Internationalen Arbeiter-Verbandes für Sport und Körperkultur (auch Luzerner Sport-Internationale (LSI) genannt, seit 1928 Sozialistische Arbeiter-Sport-Internationale (SASI)).

## Andere Verbände in der Zentralkommission
Neben dem ATSB gab es unter anderem folgende Arbeitersportverbände in der „Zentralkommission für Arbeitersport und Körperpflege“ (Stand: 1929):
- Arbeiter-Angler-Bund
- Arbeiter-Athletenbund Deutschlands
- Touristenverein „Die Naturfreunde“ (Sitz Wien) (siehe Naturfreunde)
- Arbeiter-Kegler-Bund
- Arbeiter-Schachbund
- Arbeiter-Schützen-Bund
- Arbeiter-Radfahrer-Bund (siehe Rad- und Kraftfahrerbund Solidarität)
- Freier Segler-Verband
- Arbeiterschützenbund
- Verband Volksgesundheit
- Arbeiter-Samariter-Bund

## Arbeiterolympiade
Die Frankfurter Arbeiterolympiade vom 24. bis 28. Juli 1925 war ein wichtiges Sportfest der deutschen Arbeitersportbewegung.
Spartakiade
1931 bereitete die Kampfgemeinschaft für rote Sporteinheit die 2. internationale Spartakiade der RSI in Berlin vor. Nach ihrem Verbot durch die sozialdemokratische Regierung Preußens wurden Teile ihres Programms unter dem Namen „Internationales Sommerfest des Arbeitersport- und Kulturkartells“ durchgeführt. Am Ende kam es zu einer kommunistischen Massenkundgebung im Poststadion.